# Bénéteau
Bénéteau är ett franskt företag som tillverkar segel- och motorbåtar, med fabriker i Frankrike och USA. Det ägs av holdingbolaget Groupe Bénéteau, som också har yachtvarumärket Jeanneau  och Lagoon. 
Benjamin Bénéteau grundade ett varv 1884 i Croix-de-Vie (idag Saint-Gilles-Croix-de-Vie) i departementet Vendée. Där byggdes till att börja med stadiga seglande fiskebåtar för den småskaliga fiskenäringen. År 1912 byggde varvet sin första motoriserade fiskebåt.
På 1960-talet togs företaget över av den tredje generationen av familjen Bénéteau: Annette Roux och André Bénéteau. Företaget började då tillverka fritidsbåtar i glasfiberarmerad plast. 
År 1994 noterades Bénéteau på Parisbörsen.